# Josep Pla (componist)
Josep Pla i Agustí (Balaguer, ca. 1728 – Stuttgart, 14 december 1762), in Spaanstalige publicaties ook wel José Pla genoemd, was een Spaans componist en hoboïst uit de rococoperiode.

## Levensloop
Josep Pla kwam uit een Catalaanse familie van musici. Zijn broer Joan Baptista Pla i Agustí (ca. 1720-1773) was ook hoboïst en componist. Een tweede broer, Manuel Pla i Agustí (ca. 1725-1766), speelde klavecimbel aan het Spaanse hof in Madrid en componeerde ook.
Josep en zijn broer Joan Baptista Pla reisden vanaf 1750 als rondtrekkende muzikanten door heel Europa. Ze bezochten onder andere Padua, Venetië, Brussel, Parijs en Londen. Tussen 1755 en 1762 verbleven ze voornamelijk in Stuttgart, waar ze speelden in het hoforkest van hertog Karel Eugenius van Württemberg. In 1762 overleed Josep daar.

## Werken
Zowel Josep als Joan Baptista Pla schreef vooral kamermuziek. Het is vaak niet duidelijk wie van de beide broers welk stuk heeft geschreven. Ze werkten ook vaak samen.
Naast enkele sonates voor hobo en basso continuo zijn de belangrijkste werken van de beide broers circa dertig triosonates voor twee hobo’s en basso continuo. Deze sonates kunnen ook op de dwarsfluit in plaats van de hobo worden gespeeld. De enige compositie die vrijwel zeker door Josep Pla alleen geschreven is, is een Stabat Mater, gepubliceerd in 1756 en in 2012 op de plaat gezet door het Orquestra Barroca Catalana (LMG 2106).